# Gahri jezik
Gahri jezik (ISO 639-3: bfu; boonan, bunan, erankad, ghara, keylong boli, lahuli of bunan, poonan, punan), sinotibetski jezik zapadnohimalajske skupine, kojim govori 4 000 ljudi (1997) u selima Biling, Kardang, Kyelang, Guskyar, Yurnad, Gumrang, Barbog, Paspara, Pyukar i Styering u indijskoj državi Himachal Pradesh.
Jedan je od dvanaest kanaurskih jezika. Nekad se pisao pismom takri (tankri, takari), danas tibetskim

## Vanjske poveznice
- Ethnologue (14th)
- Ethnologue (15th)